# Chersonesia risa
Chersonesia risa är en fjärilsart som beskrevs av Doubleday 1848. Chersonesia risa ingår i släktet Chersonesia och familjen praktfjärilar. Inga underarter finns listade i Catalogue of Life.

## Bildgalleri

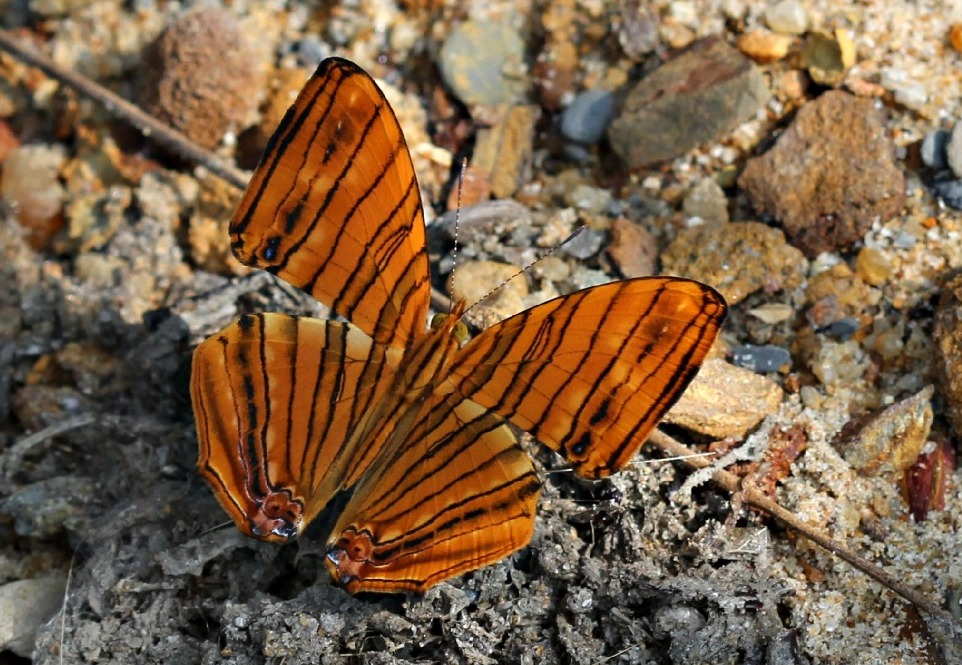